# Dicologlossa
A Dicologlossa a csontos halak (Osteichthyes) főosztályának a sugarasúszójú halak (Actinopterygii) osztályába, ezen belül a lepényhalalakúak (Pleuronectiformes) rendjébe és a nyelvhalfélék (Soleidae) családjába tartozó nem.

## Rendszerezésük
A nembe az alábbi 2 faj tartozik:
- Dicologlossa cuneata (Moreau, 1881)
- Dicologlossa hexophthalma (Bennett, 1831)